# بطولة أوروبا تحت 19 سنة لكرة القدم للسيدات 2010
بطولة أوروبا لكرة القدم للبنات تحت 19 سنة سنة 2010 ستقام في جمهورية مقدونيا بين 24 مايو و 5 يونيو 2010. لاعبات ولدوا بعد 1 يناير 1991 هن مؤهلات للمشاركة في هذه المسابقة.

## تصفيات البطولة
- مقدونيا المنتخب المضيف
- إنجلترا فائز المجموعة الأولى
- فرنسا فائز المجموعة الثانية
- ألمانيا فائز المجموعة الثالثة
- إسبانيا فائز المجموعة الرابعة
- هولندا فائز المجموعة الخامسة
- إيطاليا فائز المجموعة السادسة
- إسكتلندا أفضل مركز ثاني

## المرحلة النهائية

### مرحلة المجموعات

#### المجموعة أ
| فريق     | لعب | فاز | تعادل | خسر | أهداف له | أهداف عليه | النقاط | نقاط |
| -------- | --- | --- | ----- | --- | -------- | ---------- | ------ | ---- |
| ألمانيا  | 3   | 3   | 0     | 0   | 11       | 3          | +8     | 9    |
| إنجلترا  | 3   | 2   | 0     | 1   | 6        | 4          | +2     | 6    |
| إيطاليا  | 3   | 0   | 1     | 2   | 5        | 9          | −4     | 1    |
| إسكتلندا | 3   | 0   | 1     | 2   | 5        | 11         | −6     | 1    |

| إسكتلندا        | 1–3    | إنجلترا                                               |
| --------------- | ------ | ----------------------------------------------------- |
| جينيفر بيتي 67' | Report | توني دوغان 20' · إيزي كريستيانسن 34' · لورا كومبز 72' |

| ألمانيا                                                         | 4–1    | إيطاليا         |
| --------------------------------------------------------------- | ------ | --------------- |
| Malinowski 15' · Kayikci 25' · Bagehorn 34' · كارولين سيمون 47' | Report | مارتا ماسون 59' |

| إسكتلندا           | 1–5    | ألمانيا                                                             |
| ------------------ | ------ | ------------------------------------------------------------------- |
| ريبيكا ديمبستر 66' | Report | Knaak 45+2'، 69'، 90+1' · فاليريا كلاينر 25' (ركل.) · Doppler 90+2' |

| إنجلترا                       | 2–1    | إيطاليا   |
| ----------------------------- | ------ | --------- |
| توني دوغان 87' · Bruton 90+1' | Report | Vitale 6' |

| إيطاليا                                        | 3–3    | إسكتلندا                            |
| ---------------------------------------------- | ------ | ----------------------------------- |
| باربارا بونانسيا 17' · Franco 22' · Vitale 27' | Report | Ewens 20' · ريبيكا ديمبستر 64'، 73' |

| إنجلترا      | 1–2    | ألمانيا                 |
| ------------ | ------ | ----------------------- |
| Bruton 45+1' | Report | Doppler 12' · Knaak 40' |

#### المجموعة ب
| فريق    | لعب | فاز | تعادل | خسر | أهداف له | أهداف عليه | النقاط | نقاط |
| ------- | --- | --- | ----- | --- | -------- | ---------- | ------ | ---- |
| هولندا  | 3   | 3   | 0     | 0   | 11       | 0          | +11    | 9    |
| فرنسا   | 3   | 2   | 0     | 1   | 7        | 3          | +4     | 6    |
| إسبانيا | 3   | 1   | 0     | 2   | 6        | 3          | +3     | 3    |
| مقدونيا | 3   | 0   | 0     | 3   | 1        | 19         | −18    | 0    |

| مقدونيا | 0–6    | إسبانيا                                                                         |
| ------- | ------ | ------------------------------------------------------------------------------- |
|         | Report | Galan 38' · del Rio 53' · Ferez 81' · Losada 85' · Buceta 87' · Beristain 90+2' |

| هولندا                            | 2–0    | فرنسا |
| --------------------------------- | ------ | ----- |
| Van Dongen ‏ 8' · ليكه مارتينس 35' | Report |       |

| مقدونيا | 0–7    | هولندا                                                                              |
| ------- | ------ | ----------------------------------------------------------------------------------- |
|         | Report | ليكه مارتينس 1'، 66' · Lewerissa 10'، 45' · Koopmans 23'، 56' · Van de Wetering 79' |

| إسبانيا | 0–1    | فرنسا            |
| ------- | ------ | ---------------- |
|         | Report | ليا لو غاريك 69' |

| فرنسا                                                                       | 6–1    | مقدونيا             |
| --------------------------------------------------------------------------- | ------ | ------------------- |
| Makanza 12'، 40' · كاميلي كاتالا 14' · Barbetta 15'، 88' · ليا لو غاريك 72' | Report | ناتاشا أندونوفا 66' |

| إسبانيا | 0–2    | هولندا                             |
| ------- | ------ | ---------------------------------- |
|         | Report | Van Dongen ‏ 37' · ليكه مارتينس 39' |

### مرحلة خروج المغلوب
|  | نصف النهائي | نصف النهائي | نصف النهائي |   |       | النهائي | النهائي | النهائي |
|  |             |             |             |   |       |         |         |         |
|  | ألمانيا     | ألمانيا     | 1(3)        |   |       |         |         |         |
|  | فرنسا       | فرنسا       | 1(5)        |   |       |         |         |         |
|  |             |             |             |   | فرنسا | فرنسا   | 2       |         |
|  |             | إنجلترا     | إنجلترا     | 1 |       |         |         |         |
|  | هولندا      | هولندا      | 0(4)        |   |       |         |         |         |
|  | إنجلترا     | إنجلترا     | 0(5)        |   |       |         |         |         |

#### نصف النهائي
| ألمانيا                                          | 1–1 (وقت إضافي) | فرنسا                                                    |
| ------------------------------------------------ | --------------- | -------------------------------------------------------- |
| Malinowski 37'                                   | Report          | Barbance 28'                                             |
| ركلات الترجيح                                    |                 |                                                          |
| Bagehorn · فاليريا كلاينر · Elsig · يونيس بيكمان | 3–5             | Torrent · كاميلي كاتالا · ليا لو غاريك · Rubio · Crammer |

| هولندا                                                                 | 0–0 (وقت إضافي) | إنجلترا                                                          |
| ---------------------------------------------------------------------- | --------------- | ---------------------------------------------------------------- |
|                                                                        | Report          |                                                                  |
| ركلات الترجيح                                                          |                 |                                                                  |
| إلين يانسن · Worm · ليكه مارتينس · Van Dongen ‏ · ستيفاني فان دير جراغت | 4–5             | جوردان نوبس · إيزي كريستيانسن · Holbrook · جيما بونير · Flaherty |

#### النهائي
| فرنسا                    | 2–1    | إنجلترا      |
| ------------------------ | ------ | ------------ |
| Lavaud 29' · Crammer 55' | Report | Holbrook 25' |

| فرنسا | انجلترا |

| GK                   | 16 | Laëtitia Philippe                     |  |     |
| DF                   | 14 | Inès Jaurena                          |  |     |
| DF                   | 4  | Kelly Gadéa (قائد الفريق (كرة القدم)) |  |     |
| DF                   | 5  | Adeline Rousseau                      |  |     |
| DF                   | 3  | Caroline La Villa                     |  |     |
| MF                   | 10 | Solène Barbance                       |  | 59' |
| MF                   | 6  | Léa Rubio                             |  |     |
| MF                   | 15 | Amélie Barbetta                       |  |     |
| FW                   | 7  | Marina Makanza                        |  | 59' |
| FW                   | 9  | Pauline Crammer                       |  | 80' |
| FW                   | 17 | Rose Lavaud                           |  |     |
| Substitutes:         |    |                                       |  |     |
| DF                   | 2  | Anaïg Butel                           |  | 59' |
| MF                   | 11 | ليا لو غاريك                          |  | 59' |
| FW                   | 8  | كاميلي كاتالا                         |  | 80' |
| Manager:             |    |                                       |  |     |
| Jean-Michel Degrange |    |                                       |  |     |

| GK           | 1  | ريبيكا سبنسر                             |  |     |
| DF           | 2  | Lyndsey Cunningham                       |  |     |
| DF           | 5  | لوسي برونز                               |  |     |
| DF           | 6  | جيما بونير                               |  |     |
| DF           | 3  | Gilly Flaherty (قائد الفريق (كرة القدم)) |  | 62' |
| MF           | 4  | Abbie Prosser                            |  |     |
| MF           | 7  | إيزي كريستيانسن                          |  | 77' |
| MF           | 10 | Jessica Holbrook                         |  |     |
| MF           | 8  | جوردان نوبس                              |  |     |
| FW           | 11 | ديمي ستوكس                               |  |     |
| FW           | 9  | توني دوغان                               |  |     |
| Substitutes: |    |                                          |  |     |
| FW           | 18 | Rebecca Jane                             |  | 62' |
| FW           | 17 | Lauren Bruton                            |  | 77' |
| المدير:      |    |                                          |  |     |
| مو مارلي     |    |                                          |  |     |

| الحكام - الحكام المساعدون: - Petruta Iugulescu (اتحاد رومانيا لكرة القدم) - Monica Lokkeberg (اتحاد النرويج لكرة القدم) - الحكم الرابع: Rhona Daly (اتحاد أيرلندا لكرة القدم) |

## أفضل الهادفيين
4 أهداف
- Turid Knaak
- ليكه مارتينس

3 أهداف
- ريبيكا ديمبستر

2 أهداف
- Lauren Bruton
- توني دوغان
- Amélie Barbetta
- ليا لو غاريك
- Marina Makanza
- Annika Doppler
- Kyra Malinowski
- Francesca Vitale
- Merel van Dongen
- Kirsten Koopmans
- Vanity Lewerissa

1 أهداف
- إيزي كريستيانسن
- لورا كومبز
- Jessica Holbrook  [لغات أخرى]‏
- Solène Barbance
- كاميلي كاتالا
- Pauline Crammer
- Rose Lavaud
- Marie-Louise Bagehorn
- Hasret Kayikci
- فاليريا كلاينر
- كارولين سيمون
- باربارا بونانسيا
- Michela Franco
- مارتا ماسون
- ناتاشا أندونوفا
- Mauri van de Wetering
- جينيفر بيتي
- Sarah Ewens
- Naiara Beristain
- Ana Buceta
- Carolina Ferez
- Maria Galan
- Maria Victoria Losada
- Irene del Rio